# Ecdyonurus fragilis
Ecdyonurus fragilis is een haft uit de familie Heptageniidae. De wetenschappelijke naam van de soort is voor het eerst geldig gepubliceerd in 2006 door Tiunova.
De soort komt voor in het Palearctisch gebied.